# Slot Loevestein
Loevestein is een kasteel en fort, dat valt onder de gemeente Zaltbommel, in de Nederlandse provincie Gelderland en opengesteld als Museum Slot Loevestein. Het ligt even ten noordwesten van het dorp Poederoijen aan het einde van de Schouwendijk in de uiterwaarden van de Waal en de Afgedamde Maas. Net ten westen van het kasteel ligt aan de overzijde van de Afgedamde Maas het vestingstadje Woudrichem, gemeente Altena.
Ridder Dirc Loef van Horne gaf rond 1361 opdracht tot de bouw van het kasteel. Hij gebruikte het als woonhuis, van waaruit hij rooftochten kon houden en illegale tol kon heffen. Na hem kwam het slot in handen van de heer van Holland en werd het gebruikt als verdedigingswerk tegen andere feodale heren. In het begin van de Tachtigjarige Oorlog, toen het kasteel was bezet door Spanjaarden, werd het in opdracht van Willem van Oranje eenvoudig ingenomen door de geuzenleider Herman de Ruyter. De Spanjaarden veroverden het nog één keer terug, maar daarna bleef het Staats bezit. Tot na de Belgische Revolutie deed het kasteel dienst als staatsgevangenis, met als bekendste gevangene Hugo de Groot, die na twee jaar kon vluchten met behulp van een boekenkist. In Staatse handen kreeg het moderne verdedigingswerken en werd het als fort onderdeel van de Oude en de latere Nieuwe Hollandse Waterlinie. De militaire functie werd in 1951 opgeheven. Van 1925 tot 1986 werd het complex gerestaureerd; momenteel doet het dienst als rijksmuseum en heeft het de status van rijksmonument.
Het kasteel bestaat uit een zaalbouw, twee hoektorens en een poorttoren en is omgeven door een slotgracht. Het fort is omgeven door twee grachten en heeft vijf bastions. Binnenin het fort staan verschillende gebouwen.

## Ligging
Waar Maas en Waal te zamen spoelt 
En Gorkum rijst van ver,
 Daar heft zich op den linker zoom
 En spiegelt in den breeden stroom
 Een slot van eeuwen her.
— Hendrik Tollens

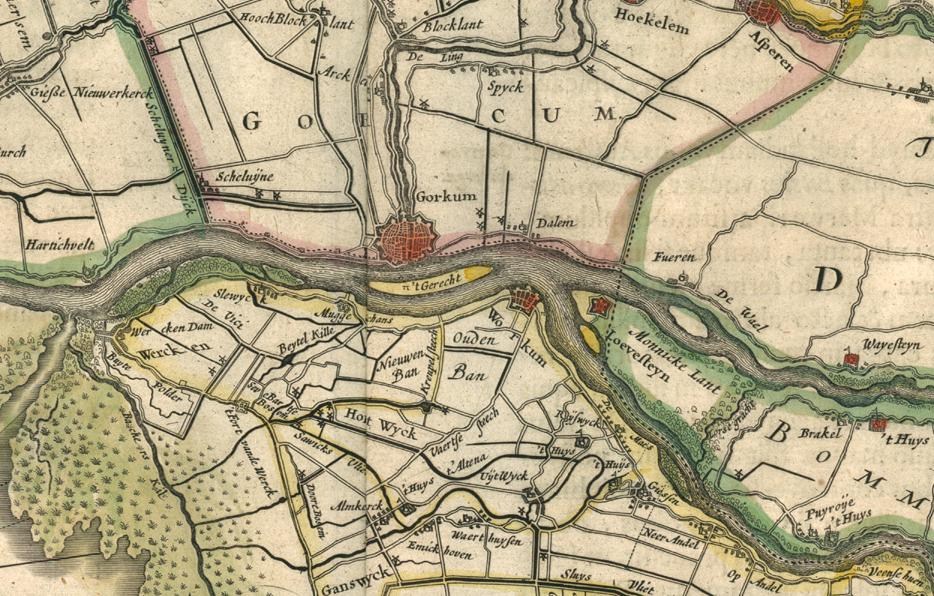
Ligging van Loevestein (1645) nabij de steden Gorinchem en Woudrichem (hier gespeld als Gorkum en Workum). De stippellijn rechts van Loevestein was toentertijd de grens met Gelderland.

Het slot is gebouwd op het uiterste puntje van het Munnikenland in de Bommelerwaard. Op die plaats komen de Waal en de Afgedamde Maas samen om over te gaan in de Merwede. Vroeger kwam de Maas in plaats van de Afgedamde Maas uit op de Waal, maar dat veroorzaakte vaak overstromingen. Daarom werd er in de negentiende eeuw een nieuwe vaarweg gegraven voor de Maas, namelijk de Bergsche Maas. Het gedeelte dat uitkwam op de Waal werd afgedamd en staat sindsdien bekend als de Afgedamde Maas. Het slot wordt niet tegen hoogwater beschermd door dijken maar staat in een uiterwaard. Daardoor kan de omgeving gemakkelijk overstromen en is er een natuurgebied ontstaan met een grote diversiteit aan dieren en planten. Bij hoogwater is het fort onbereikbaar over land. De enige toegangsweg staat dan namelijk onder water.
Eeuwenlang bevond het Hollandse slot zich aan de grens met Gelderland. Door een grenswijziging in 1814 staat het kasteel op Gelders gebied. Het valt onder het dorp Poederoijen, dat op zijn beurt valt onder de gemeente Zaltbommel. Nabij gelegen steden zijn Gorinchem (Zuid-Holland) en Woudrichem (Noord-Brabant), die in het toeristisch hoogseizoen met Loevestein verbonden zijn via een veerdienst voor fietsers en voetgangers.

## Geschiedenis

### Voorgeschiedenis
De rivieren Waal en Maas kwamen niet altijd samen op de plek waar zich het slot Loevestein bevindt. Omstreeks het jaar 1100 stroomde de Maas heel anders en kwam deze wellicht zo'n 23 kilometer meer naar het oosten, bij de huidige plaats Rossum, uit in de Waal. Wanneer de Maas anders is gaan lopen en door welke gebeurtenis dat is veroorzaakt is niet bekend. Wat wel bekend is, is dat de Maas vanaf halverwege de dertiende eeuw op de huidige plek uitkomt in de Waal.
Het gebied was in die tijd drassig en had nog geen bedijking. De Waalkant hoorde bij de graaf van Gelre en de Maaskant hoorde bij de graaf van Kleef. In 1264 was dit gebied bekend onder de naam Rodengoije dat “ruwe waard” betekent. Een leenman van de graaf van Kleef, de heer van Horne, had stukken van Rodengoije in leen. De heren van Horne, de graven van Kleef en Gelre hadden diverse stukken ook weer in leen uitstaan. Dit werd in 1264 weer in eigen bezit genomen. Wilhelmus van Horne verkocht deze stukken aan de cisterciënzermonniken van Villers. De monniken kregen de opdracht om het land te bedijken en in te polderen en er zo een vruchtbaar land van te maken. Zij bouwden dijken, een nederzetting en een kloosterhof. Verder werd het land vlak gemaakt en waren er akkers. Ondanks de inspanningen ging de gemeenschap failliet, doordat constante overstromingen te veel schade veroorzaakten. Na zeventig jaar werd het land, in 1333, dat sindsdien de naam 'der monic lant' of Munnikenland draagt, dan ook teruggegeven aan de heren van Horne. Een jaar daarvoor werd Altena en de stad Woudrichem door de graaf van Kleef verkocht aan de graaf van Holland. Hiermee werden de Van Hornes een Hollandse leenheer.

### Ridderveste
Na de dood van Gerard van Horne bij de slag bij Stavoren ging het land van Altena over op Willem V van Horne, een oudere broer van Dirc Loef van Horne. Deze Willem stierf al snel in 1357 met een na zijn dood geboren zoon als erfgenaam. Echter, twee maanden voor zijn dood was hij geen heer van Altena meer, omdat dit was ontnomen door zijn jongere broer Dirc Loef. Dirc Loef werd namelijk op 3 april 1357 beleend door Willem van Beieren met het heerschap over Altena en Munnikenland. Rond deze belening is veel onduidelijkheid, omdat er een wettelijke erfgenaam was.
Nadat Dirc Loef het leen had gekregen, ging hij zijn macht laten gelden over de inwoners van het land. Hoewel zij in eerste instantie zijn heerschap niet erkenden, werden zij daar met geweld toe gedwongen. Hij besloot een kasteel te bouwen op een strategische plaats waar hij Altena en Munnikenland kon beheersen en hem tevens uitzicht bood over de rivieren de Maas, Waal en Merwede en de steden Woudrichem en Gorinchem. Het land dat hij uitkoos, het westelijke punt van Munnikenland, was zijn eigendom en geen leengoed van de graaf van Holland. Dit zorgde ervoor dat hij minder afhankelijk werd van de Hollandse graaf. Verder stelde hij een riviertol in voor de drie rivieren. Deze tol leidde tot een onenigheid en bijna tot een oorlog met de Arkels die rond Gorinchem hun machtsbasis hadden. Uiteindelijk kwam de graaf ertussen en deze bepaalde dat de inkomsten uit deze tol aan de graaf behoorden.
Omstreeks 1357 liet Dirc Loef het slot Loevestein bouwen; in 1361 werd er in ieder geval gebouwd. De bouw ervan was voor 1368 afgerond. De naam Loevestein, komt waarschijnlijk van de samenvoeging van Loef en stein. Stein betekent stenen huis en in Loevestein zou dat betekenen: Loef's stenen huis.
Na elf jaar later verloor Dirc Loef zijn leen en werd het alsnog gegeven aan zijn neef Willem, door toedoen van de graaf van Holland die tevens hertog van Beieren was. Willem van Beieren, die Dirc het leen had gegeven, was krankzinnig verklaard en werd opgevolgd door zijn broer Albrecht. Wellicht was deze Willem van Beieren toentertijd al zo ver van verstand en had Dirc Loef hier listig gebruik van gemaakt, waardoor hij het leen in bezit kreeg. Naast dat hij het land verloor, moest hij ook alle slachtoffers schadeloos stellen. Het slot bleef wel zijn eigendom, maar hij mocht het niet aan anderen dan aan de heer van Altena verkopen. In 1372 raakte Dirc Loef ook het slot kwijt dat toen in bezit kwam van de graaf van Holland. Vanaf dat moment zou het slot beheerd worden door een kastelein, een slotvoogd voor de graaf. Het kan zijn dat Dirc Loef het slot kwijt raakte nadat hij gevangengenomen werd bij de inname van Tiel in 1372 en daarbij het slot moest verkopen om met het losgeld vrij te kunnen komen.
Zie ook: namenlijst met Slotvoogden

### Hollands grenskasteel

#### Belegering door Willem van Oostervant

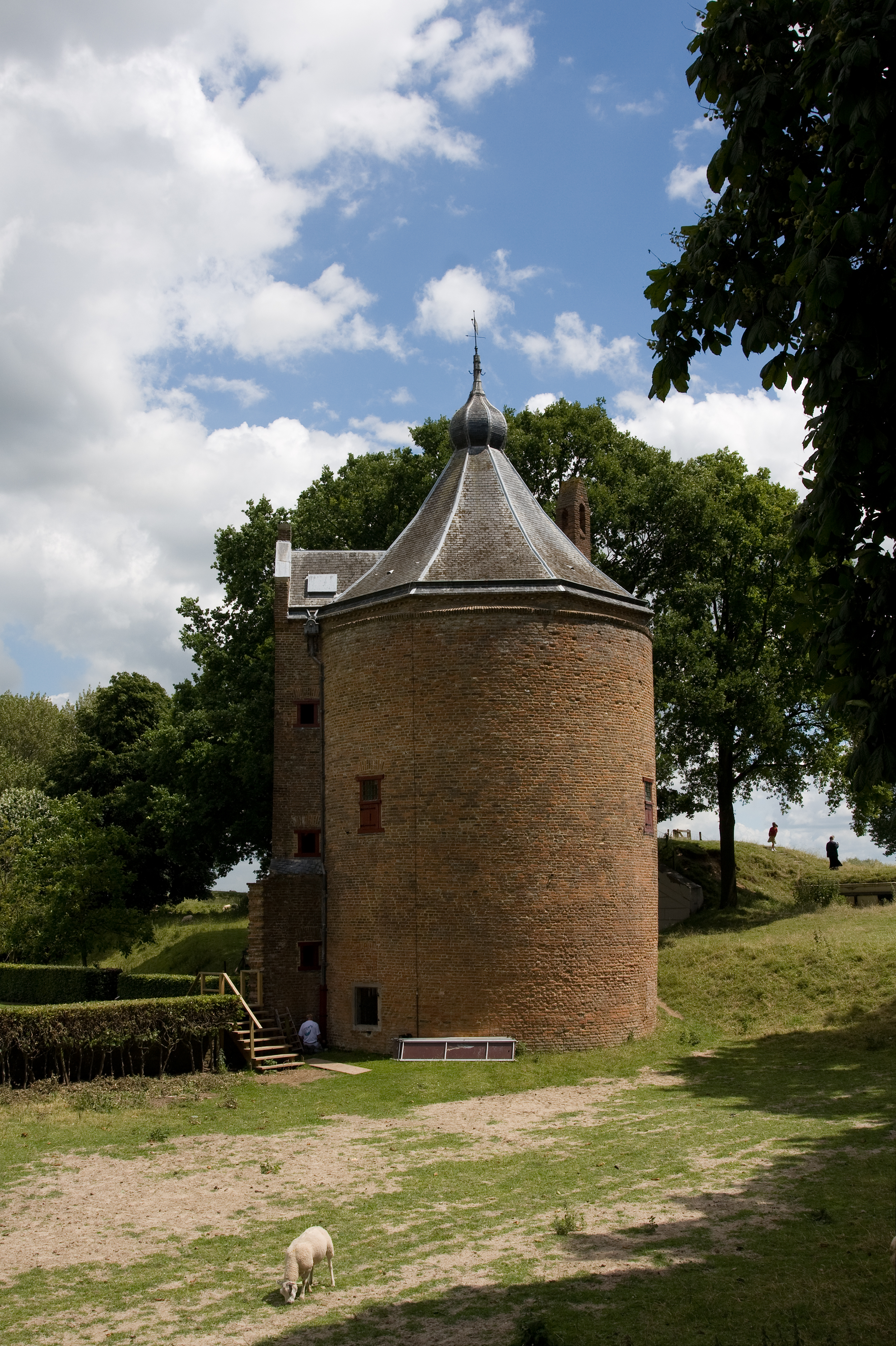
De Kruittoren, in de 15de eeuw bekend als Barbarye, is rond 1400, dus ná de belegering van 1397 gebouwd. De andere toren van de voorburcht, de zogenaamde Bourgoignen, is in 1979 opgegraven en uit de resten daarvan bleek geen instorting.

De graaf wilde het kasteel, gelegen in het toenmalige Holland, graag hebben vanwege de strategische ligging tussen de rivieren Maas en Waal en de toegang tot Gelre. In naam van de graaf ging er een slotvoogd wonen op het kasteel. In 1385 werd dat de ridder Brunstijn van Herwijnen. Hij was zeer geliefd aan het hof van Albrecht en hij trouwde met zijn bastaarddochter. Net als de vorige bewoner van het slot ging Brunstijn vanuit het kasteel geregeld op rooftocht door Gelderland. Toen Brunstijn van Herwijnen door Albrecht naar de hertog van Gelderland gestuurd werd om brieven te overhandigen en te onderhandelen over staatszaken, werd hij door Willem III van Gulik, de hertog van Gelre, gevangengezet. Hij werd schuldig bevonden, maar ook weer vrijgelaten om Albrecht niet kwaad te maken.
Naderhand deed Brunstijn het rustiger aan en kreeg hij van Albrecht een aantal verbeurdverklaarde lenen, waaronder ook het land van Altena en Woudrichem. Een andere functie die hij gekregen had was die van rekenmeester van Zeeland. In die functie werd hij door de zoon van Albrecht, Willem van Oostervant, beschuldigd van het achteroverdrukken van geld. Mogelijk was dit een valse beschuldiging. Toen dat boven water kwam, vlak na Nieuwjaarsdag in 1397, moest hij het verschuldigde bedrag teruggeven aan de graaf. Dit weigerde hij echter, waarna hij zich met een leger terugtrok in het slot. Na een belegering van het slot voor de duur van een dag en een nacht door Willem van Oostervant, waarbij een deel van de zuidelijke toren van de voorburcht en een deel van de weermuur werden verwoest, gaven de belegerden zich over. Onder de gevangenen was niet Brunstijn van Herwijnen; die was voor de belegering al gevlucht naar Gelderland.

#### Arkelse en Gelderse Oorlogen
Na de belegering door Willem van Oostervant werd Loevestein hersteld. In deze periode speelden de Arkelse Oorlogen aan de overzijde van de Waal. In deze periode werd de omringende singelwal van Loevestein versterkt met een ringmuur. Daarna werd het slot met het land door Willem van Beieren in 1413 in beheer gegeven aan Jan van Langerak. Deze beheerde het kasteel totdat Willems dochter, Jacoba van Beieren hem opvolgde. Het Beierse huis en de Van Arkels hadden al lange tijd een conflict over de macht om Holland, als onderdeel van de Hoekse en Kabeljauwse twisten. Tijdens dat conflict werd ter hoogte van Loevestein de Waal versperd met palen in de rivier en werd aan de overkant een blokhuis geplaatst. Daar werd in 1412 gevochten tussen de Hollanders en Geldersen. Ook is uit opgegraven pijlpunten en fragmenten van stenen kogels gebleken dat er langs de ringmuur rond Loevestein ook gevochten was.
Toen Jacoba met een leger Gorinchem veroverde, werden de gevangengenomen soldaten opgeborgen in slot Loevestein en deed het voor korte tijd dienst als gevangenis. Tegen die tijd verloor Jan van Langerak zijn ambt als slotvoogd ten gunste van Philips, bastaard van der Leck en Dirk van Heukelum. Waarom er twee heren slotvoogd waren is onbekend, maar dit feit resulteerde in een onderlinge strijd om de macht. Om het conflict te bezweren, sprak Jacoba uit dat bastaard van der Leck slotvoogd mocht blijven tot de vastenmaand van 1419, maar dat hij daarna het slot moest verlaten en overgeven aan Dirk van Heukelum. Wel kreeg Philips' bastaard van der Leck uiteindelijk een jaar later een vergoeding voor de werkzaamheden die hij heeft laten uitvoeren.

De Sint-Elisabethsvloed van november 1421 zorgde voor veel slachtoffers in de landen rondom Loevestein. Deze natuurramp werd omstreeks 1500 vastgelegd op de buitenzijde van een altaarstuk. Loevestein is in de linkerbovenhoek van het linkerluik zichtbaar.

In november 1421 werd het gebied rond het slot getroffen door de Sint-Elizabethsvloed, waarbij dijken doorbraken en dorpen en steden onder water kwamen te staan. Of het slot hierdoor aangetast werd is niet bekend.
Na de dood van Jan VI van Beieren op 6 januari 1425, kwam Holland toe aan de Bourgondiërs. Na het overlijden van Dirk van Heukelum in 1422 waren er twee andere kasteleins totdat Filips de Goede iemand anders aanstelde: Jacob van Horne een kleinzoon van Dirc Loef. Deze Jacob had nog andere bezittingen en het is niet aannemelijk dat hij ook daadwerkelijk gewoond heeft op het slot. In 1436 stierf hij als admiraal voor de Vlaamse kust. Na zijn dood ging het slot niet over op zijn erfgenamen. In plaats daarvan ging het enige malen over op een andere slotvoogd, zo werd in 1440 Floris I van der Dussen (ca. 1404-1456) slotvoogd.
Het huis van Bourgondië verwierf veel grondgebied en macht door vererving en veroveringen. Zo behoorden naast Holland ook Zeeland, Henegouwen, Brabant, Limburg en Luxemburg tot het huis. Gedurende de Gelderse Oorlogen was er een conflict tussen de Bourgondiërs en de Geldersen. Dit leidde van 1477 tot 1543 regelmatig tot gevechten rondom Loevestein en noodzaakte het versterken van de verdediging van het grenskasteel. Zo werd in deze periode de grote artillerietoren gebouwd in de noordwestelijk hoek van de ringmuur.

#### Korttijdige bezetting door Herman de Ruyter

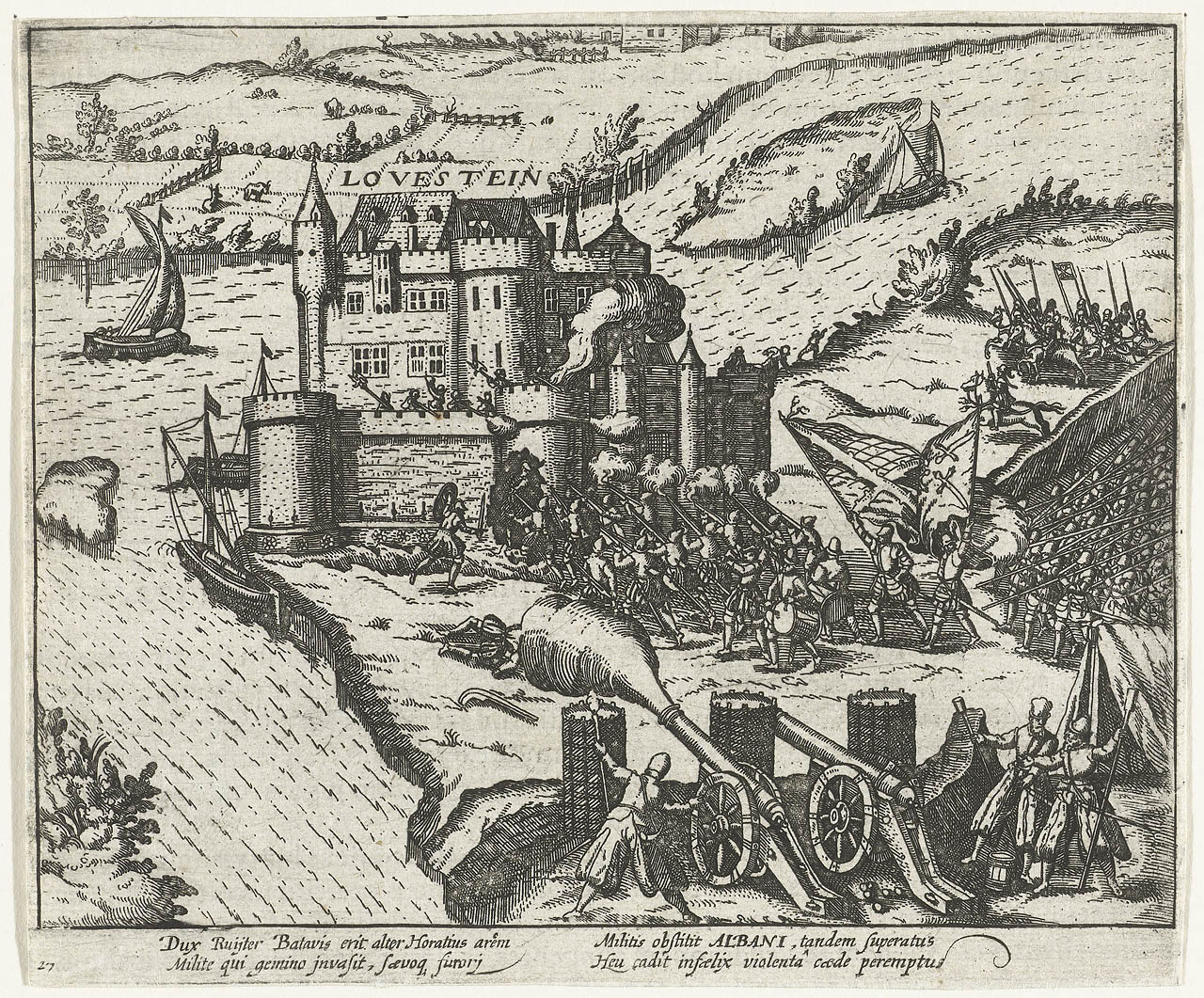
De bestorming van Loevestein door de Spanjaarden in 1570

In de Tachtigjarige Oorlog, op 9 december 1570, werd het kasteel met een list ingenomen tijdens de inname van Loevestein in opdracht van Willem van Oranje door de geuzenleider Herman de Ruyter en zijn mannen. Verkleed als monniken waren de soldaten het kasteel binnengekomen en hadden het vervolgens opgeëist. Toen de Spaansgezinde slotvoogd dit weigerde, werd hij gedood. Een dag later kwamen nog 8 geuzen de groep van De Ruyter versterken. In de middag van 10 december vernamen de stadsbesturen van Woudrichem en Gorinchem dat het slot was ingenomen door de opstandelingen. Daarop stuurde Gorinchem een bode naar de hertog van Alva in Antwerpen met dit bericht. Tegelijkertijd vernam ook het stadsbestuur van 's-Hertogenbosch het nieuws over de inname van het slot waarop het vijftig Spaanse soldaten stuurde om het weer in Spaanse handen te krijgen. De voorburcht werd al op 15 december ingenomen. Herman de Ruyter wachtte tevergeefs op versterkingen die door verschillende problemen niet op kwamen dagen. Ondertussen kwamen er ook nog zestig Spaanse soldaten bij die door Alva gestuurd waren. Er ontstond een patstelling, omdat de Spaanse soldaten weinig konden uitrichten tegen de Staatse soldaten die zich in het slot verborgen hadden. Daarop werd besloten om uit Zaltbommel een stuk geschut te laten komen. Op dinsdag 19 december begon de beschieting van het kasteel en werd er een bres geslagen. Bij de gevechten in het slot die daarop volgden werden Herman de Ruyter en nog acht andere mannen gedood. Twaalf gevangengenomen mannen ondergingen later hetzelfde lot.
Volgens een legende zou Herman de Ruyter, toen hij in het slot in het nauw was gedreven, een brandende lont in een kruitvat hebben gestoken, zodat hij samen met de Spaanse soldaten in de lucht zou vliegen. Hoewel deze legende jarenlang is verteld, was de werkelijkheid waarschijnlijk anders en was de legende meer bedoeld om de heldenstatus van Herman de Ruyter te vergroten. Mogelijk heeft De Ruyter in het vertrek waarin hij zich bevond, wat buskruit uitgestrooid en dat aangestoken. Vrijwel alle oude bronnen melden dat er kruit was uitgestrooid. Alleen is er geen sprake van een grote verwoesting ten gevolge van een explosie.

### Staatsgevangenis
Nadat de Spanjaarden het kasteel weer hadden ingenomen bleef het nog twee jaar Spaans. Op 27 juni 1572 namen de geuzen het slot eenvoudig in en daarna ook Gorinchem. Na de inname werd het slot omgevormd tot een modern fort. Zo werd de ringmuur afgetopt en werd er in de zomer van 1575 begonnen met het aanleggen van wallen en bastions. Op de plaats van de oude muurtorens werden bastions aangelegd. Het werk werd uitgevoerd door 100 pioniers, gevangengenomen landlopers en vagebonden en door inwoners van naburige plaatsen. Later in 1589 werd de vesting nog een keer uitgebreid.
In hetzelfde jaar werd door de Spanjaarden onder leiding van Parma getracht het kasteel, dat toen gelegerd was met 300 man, in te nemen, maar zij werden weerhouden door de hoge waterstand van de rivieren.

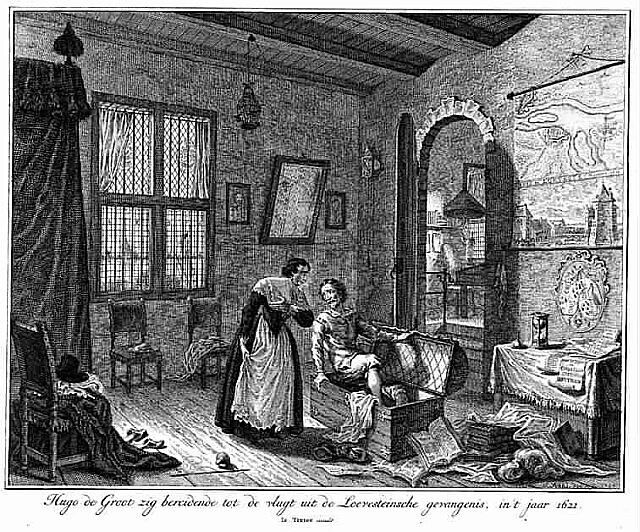
Hugo de Groot ontsnapte na twee jaar gevangenschap in 1621 uit het slot Loevestein in een boekenkist.

Het slot werd na de bouw van de moderne verdedigingswerken gebruikt als staatsgevangenis. In 1619 werd Hugo de Groot, de bekendste gevangene, samen met Rombout Hogerbeets naar Loevestein gebracht. Zij waren veroordeeld tot ter eeuwige gevangenisse, oftewel een levenslange gevangenisstraf. Hogerbeets werd opgesloten in de Maastoren en De Groot werd opgeborgen in een vertrek aan de noordzijde van het hoofdgebouw. Hugo's vrouw, Maria van Reigersberch, zijn kinderen en de dienstmeid, Elsje van Houwelingen woonden ook in het slot en mochten naar de buitenwereld. Daar deed zijn vrouw inkopen voor het gezin als de commandant van het slot dat toeliet. Opgesloten in zijn kamer, schreef hij zijn beroemde werk: Inleiding tot de Hollandse Rechtsgeleerdheid. Dit werk werd eeuwen later nog gebruikt als handboek door rechtsgeleerden. Ook het beroemde werk De Veritate Religionis Christianae schreef hij op Loevestein. Naast het schrijven van deze werken las hij veel, gaf hij commentaar op andere werken en gaf hij les aan zijn kinderen. Tijdens zijn verblijf dacht hij met zijn vrouw veel na over ontsnappingsmogelijkheden. Maar steeds kwamen zij tot de conclusie dat het onmogelijk was uit het slot te ontsnappen. Totdat zijn vrouw met het idee kwam om in de boekenkist te ontsnappen. Regelmatig werd er een boekenkist met boeken van en naar Gorinchem gebracht. Door de regelmaat en doordat de kist te klein werd geacht om iemand in te verstoppen werd de kist na verloop van tijd niet meer gecontroleerd op de inhoud. Dit bood een mogelijkheid tot ontsnappen. Dagen van tevoren oefende De Groot met het liggen in die kist, zonder zich te bewegen en zonder luid te ademen. Toen het jaarmarkt was in Gorinchem, op 22 maart 1621 was het zover. De boekenkist met Hugo de Groot werd uit zijn kamer gehaald door bewakers en naar het veer gebracht, vergezeld met de dienstmeid, Elsje van Houwelingen. Het veer bracht de kist naar Gorinchem. Daar aangekomen kroop Hugo de Groot de kist uit en werd hij geholpen te ontsnappen naar Antwerpen. Toen de commandant ontdekte dat Hugo de Groot was ontsnapt, ging hij direct op onderzoek uit en liet tevens Hugo's vrouw Maria opsluiten. Hugo de Groot kon hij niet meer achterhalen en zijn vrouw moest hij laten gaan.

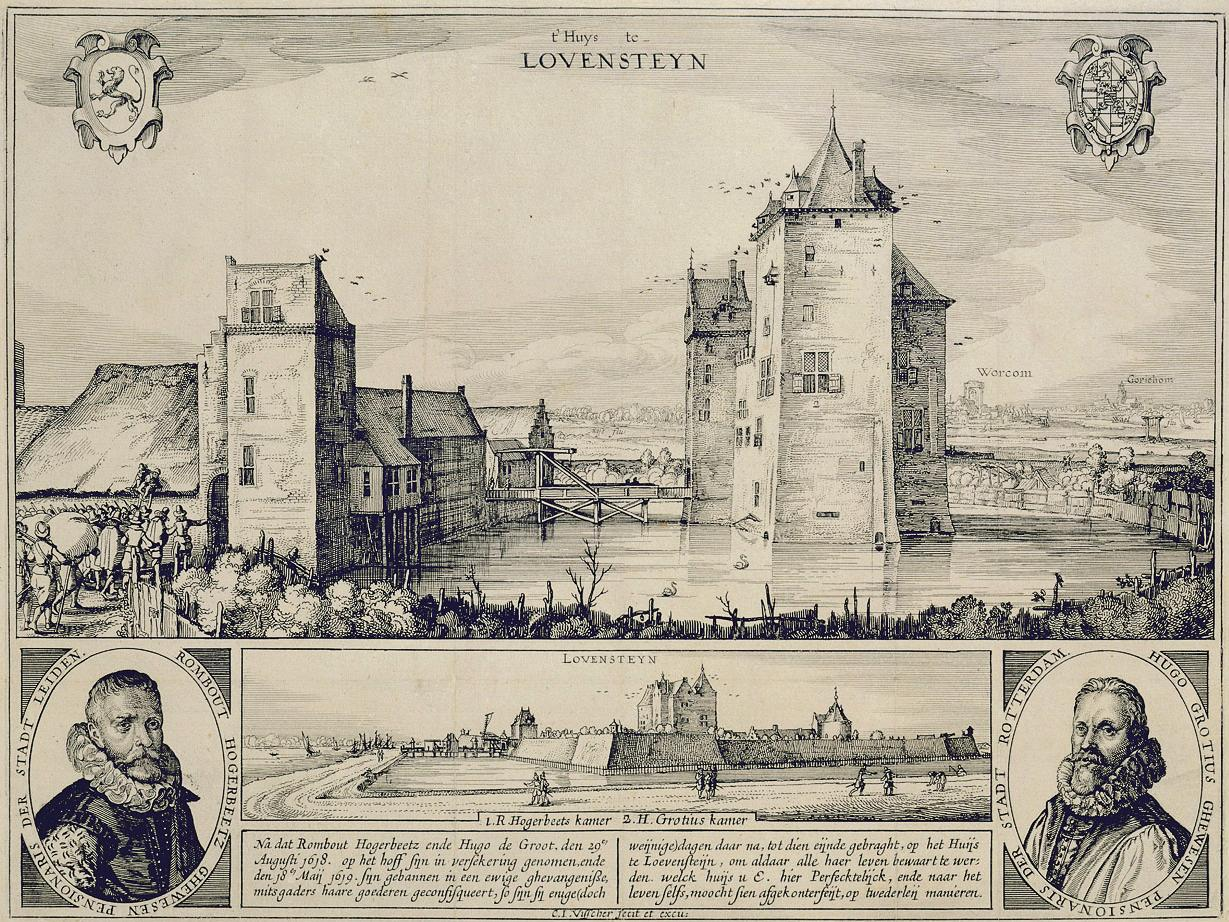
Ets van slot Loevestein anno 1619 van Claes Jansz. Visscher.

Rombout Hogerbeets mocht ook zijn familie over laten komen naar het slot. Op zijn kamer stierf zijn vrouw, Hillegonda Wentsen, op 19 oktober 1620 aan de gevolgen van koorts. Omdat Rombouts kinderen vreesden voor zijn dood, dienden zij meerdere malen een verzoek in bij de Staten voor vrijlating. Dit maakte echter geen kans zolang prins Maurits nog stadhouder was. Toen Maurits stierf in april 1625 en Frederik Hendrik hem opvolgde, werd zijn straf omgezet in huisarrest in het huis te Weer, bij Wassenaar. Hoewel hij daar ook niet volledig vrij was, mocht hij onbeperkt bezoek ontvangen en in zijn huis en tuin wandelen. Nog geen zes weken later op 7 september 1625 stierf hij.
Ook negen predikanten (waaronder Arnoldus Geesteranus) werden gevangen gehouden op Loevestein. Zij vielen onder de remonstranten die in conflict waren geraakt met de contraremonstranten. Bij de Synode van Dordrecht werd officieel de remonstrantse leer verworpen en konden de remonstranten kiezen tussen zich erbij neerleggen of verbannen worden. Velen legden zich erbij neer, maar een aantal niet en die werden verbannen. Van de verbannen predikanten kozen er een aantal voor om toch terug naar de Republiek te keren om door te gaan met het preken. Een voor een werden zij gevangengenomen en veroordeeld tot een levenslange gevangenisstraf. Uiteindelijk werden er daarvan negen opgesloten op Loevestein. De eerste arriveerde op 7 oktober 1621. Hoewel de gevangenen het in het begin zwaar hadden in het slot, kregen zij langzaamaan steeds meer privileges. Toen Maurits overleed, hadden ze verwacht dat ze snel vrij zouden komen, omdat de spanningen waren verminderd. Maar hun verzoek werd keer op keer afgewezen. Daarop besloten zij zelf maar te ontsnappen. Door de verkregen privileges was de kans op slagen groot. In het laatste jaar van hun gevangenschap mochten zij overdag op veel plaatsen in het kasteel komen en mochten zich zelfs buiten het slot begeven zolang de bewakers hen maar konden zien. Voor de bewuste dag werden er bewakers omgekocht, zodat zij in de nacht van 17 op 18 juli 1631 konden ontkomen. Eenmaal in vrijheid werd er door de Staten-Generaal geen moeite meer gedaan om hen weer opgesloten te krijgen. Zeven predikanten overleefden de gevangenschap; twee overleden voor de ontsnapping.

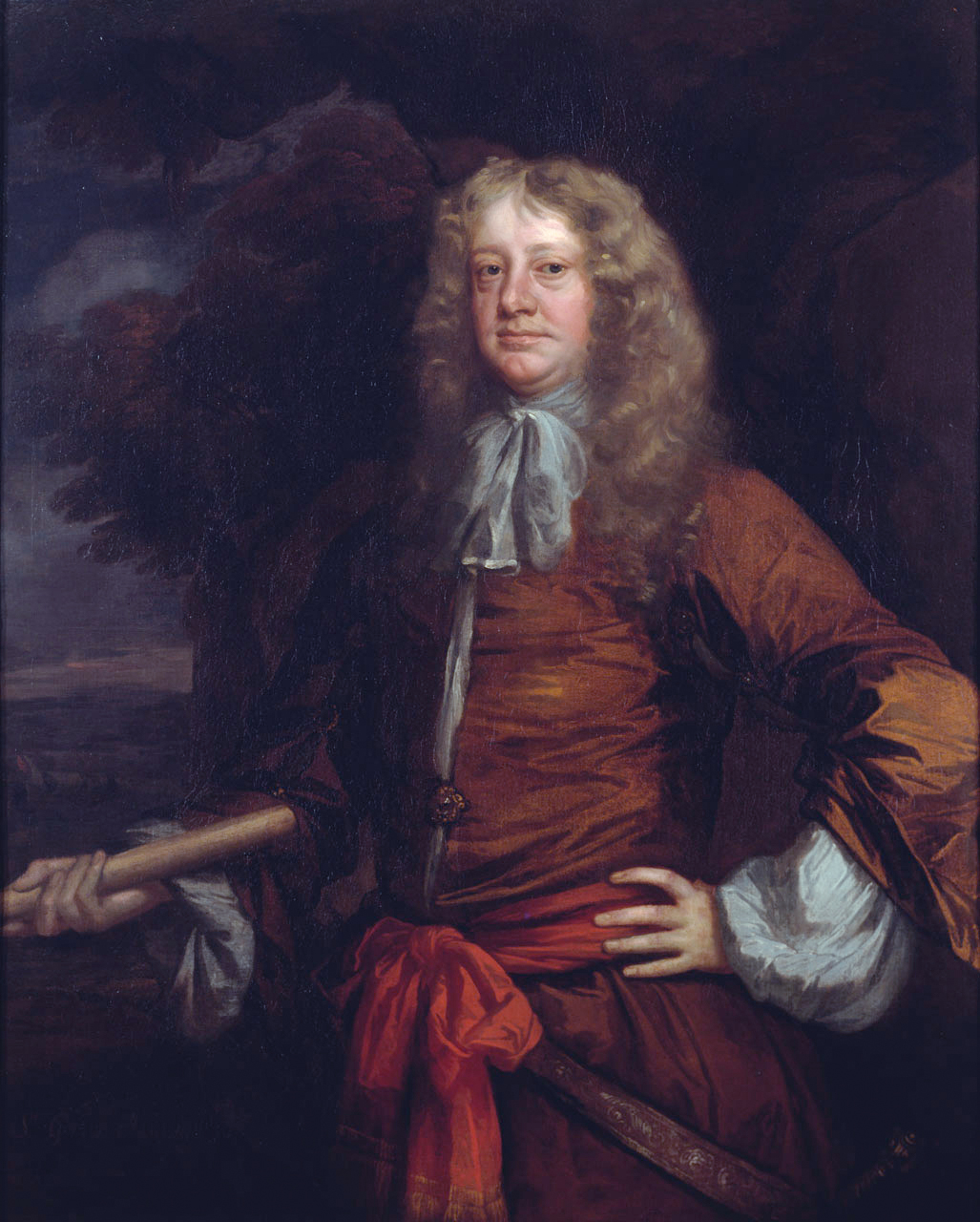
De Engelse admiraal George Ayscue werd in 1666 na de Vierdaagse Zeeslag gevangen gehouden op Loevestein.

In augustus 1650 werden er zes regenten uit Holland vastgehouden op Loevestein, vanwege een conflict met stadhouder Willem II. De regenten waren: Jacob de Witt, Jan de Waal, Albert de Ruil, Jan Duist van Voorhout, Nanning Keizer en Nicolaas Stellingerwerf. Zij hadden hun ambt in verschillende Hollandse steden en waren Statenlid van Holland. Willem II stond als stadhouder aan het hoofd van het leger en wilde na de Vrede van Münster het leger maar mondjesmaat verkleinen. Dit terwijl de Staten van Holland het leger juist groots wilde inkrimpen, vanwege de hoge kosten die een zo groot leger met zich meebrachten. De prins probeerde in eerste instantie op diplomatieke wijze het conflict op te lossen, maar toen dat niet lukte, lokte hij een volmacht uit bij de Staten-Generaal en besloot hij de zes Statenleden op te pakken en op te sluiten. Vervolgens liet Willem II Den Haag bezetten met militairen en de neef van de prins was al met een leger op weg om Amsterdam te bezetten. Het verrassen van Amsterdam mislukte en ondanks het feit dat de Amsterdamse heren na overleg bewilligden, mislukte de hele wetsverzetting door het korte ziekbed en snel overlijden van de prins aan de pokken. De regenten werden na twee weken weer vrijgelaten en dat luidde het begin in van de Loevesteinse factie, de benaming voor de staatsgezinde, antistadhouderlijke groepering in de Republiek.
Bij de Vierdaagse Zeeslag in 1666 gedurende de Tweede Engels-Nederlandse Oorlog werd de Engelse admiraal George Ayscue gevangengenomen en opgesloten op Loevestein. In 1667 na de Vrede van Breda werd Ayscue weer vrijgelaten.
Simon van Halewijn, burgemeester van Dordrecht, en de Fransman Robert du Plessis werden in 1693 gevangengezet, omdat zij geheime en verboden vredesonderhandelingen voerden tijdens de Negenjarige Oorlog. Toen Van Halewijn gevangen werd genomen verklaarde hij dat hij niets misdaan had. Handelingen met de vijand die tot nadeel zijn van de staat waren verboden, maar Van Halewijn vond dat zijn handelingen niet in het nadeel van de staat waren, integendeel zelfs. Toch werd hij veroordeeld en vastgezet op het slot. Daaruit ontsnapte hij en vluchtte vervolgens naar Suriname. De Fransman Du Plessis werd vrijgelaten na de Vrede van Rijswijk in 1697.
Lange tijd heeft er geen gevangene vastgezeten op Loevestein tot in 1748 Pieter de la Roque naar het slot werd gebracht. Hij gaf in 1747 de vestingstad Hulst zonder veel verzet over aan de Fransen en kreeg daarvoor de doodstraf wat werd omgezet in levenslange gevangenisstraf. Hij stierf in 1760 in gevangenschap op ongeveer 80-jarige leeftijd. Ook in 1793 werd een vestingstad te gemakkelijk opgegeven. Ditmaal de stad Breda door Alexander, graaf van Bylandt. Hij werd veroordeeld tot een levenslange gevangenisstraf en moest die tot 1795 doorbrengen op Loevestein. Daarna werd hij overgebracht naar het Muiderslot.

### Onderdeel van de Nieuwe Hollandse Waterlinie
Aan het eind van de achttiende eeuw werd er enkele keren gevochten rond het fort. Tijdens de ongeregeldheden tussen patriotten en prinsgezinden in 1787 werd er vanaf de Dalemsedijk geschoten, waarop er vanuit het fort terug werd geschoten. Later in 1794 schoten soldaten vanuit het fort op Franse troepen die tot aan de Maas de Republiek waren binnengedrongen. Franse troepen staken de Waal over in 1795 waarmee Loevestein was omsingeld en zij gedwongen waren zich over te geven. Het fort werd toen achttien jaar bezet door Fransen. In deze periode bood het slot onderdak aan Engelse en Russische krijgsgevangenen.
Het fort was een onmisbare schakel in de Nieuwe Hollandse Waterlinie. Dit was een linie bestaande uit forten en vestingsteden die liep van Muiden tot Gorinchem en als doel had het westelijke deel van Nederland te beschermen. Het land voor deze forten kon door inundaties onder water gezet worden om een eventuele vijand te stuiten. Deze kon alleen naderen via hoger gelegen wegen of dijken en geen brede aanval uitvoeren, en het inzetten van artillerie of cavalerie was moeilijk. Het fort viel onder het arrondissement Gorinchem en moest zich bij een aanval concentreren op de inundatiemiddelen en vier accessen of hooggelegen delen, zoals dijken. Het aantal kanonnen dat nodig werd geacht was 28 en het aantal manschappen dat nodig werd geacht was 600 infanteristen, 100 artilleristen en 10 cavaleristen. Wanneer het fort deze bezetting had en de inundaties zouden slagen, zou het zeer moeilijk zijn het fort in te nemen, maar helemaal kansloos was een vijand niet.
Na vijftien jaar wilde het zuidelijke deel zich afscheiden van het Verenigd Koninkrijk der Nederlanden waarop Willem I met zijn Tiendaagse Veldtocht probeerde de opstand te breken. Tijdens de Belgische Opstand werd het fort op verdedigingsniveau gebracht. De bezetting tijdens de Opstand bedroeg 250 man, een aantal dat veel minder was dan voorgeschreven. Later daalde dit aantal tot 65 à 70 en aan het eind bedroeg het 100 man.
Het fort werd voor het laatst als gevangenis gebruikt toen het in augustus 1831 onderdak bood aan rond de 100 Belgische krijgsgevangenen. De gevangenen kregen schone kleding, kachels en dekens en mochten eenmaal per dag een uur naar buiten. Om te voorkomen dat de mannen konden vluchten werden er lantaarns geplaatst en werden er extra bewakers aangesteld. Toch hielp dit weinig en waren er regelmatig ontsnappingen uit het fort. Na de Opstand werden de gevangenen vrijgelaten.
Tijdens de Eerste Wereldoorlog waren er enige honderden soldaten gelegerd in het fort. Na die oorlog bleef het fort officieel een militair steunpunt, ook ten tijde van de Tweede Wereldoorlog, maar het werd alleen nog gebruikt als opslagplaats. Per 18 oktober 1951 werd ook de militaire functie als opslagplaats per Koninklijk Besluit opgeheven. Met de restauratie van de in slechte staat verkerende gebouwen werd in 1925 begonnen. Eerst werd het kasteel onder handen genomen en vanaf 1975 ook de bijgebouwen. De restauratie was in 1986 voltooid.

## Bouwgeschiedenis en beschrijving

### Kasteel

#### Type

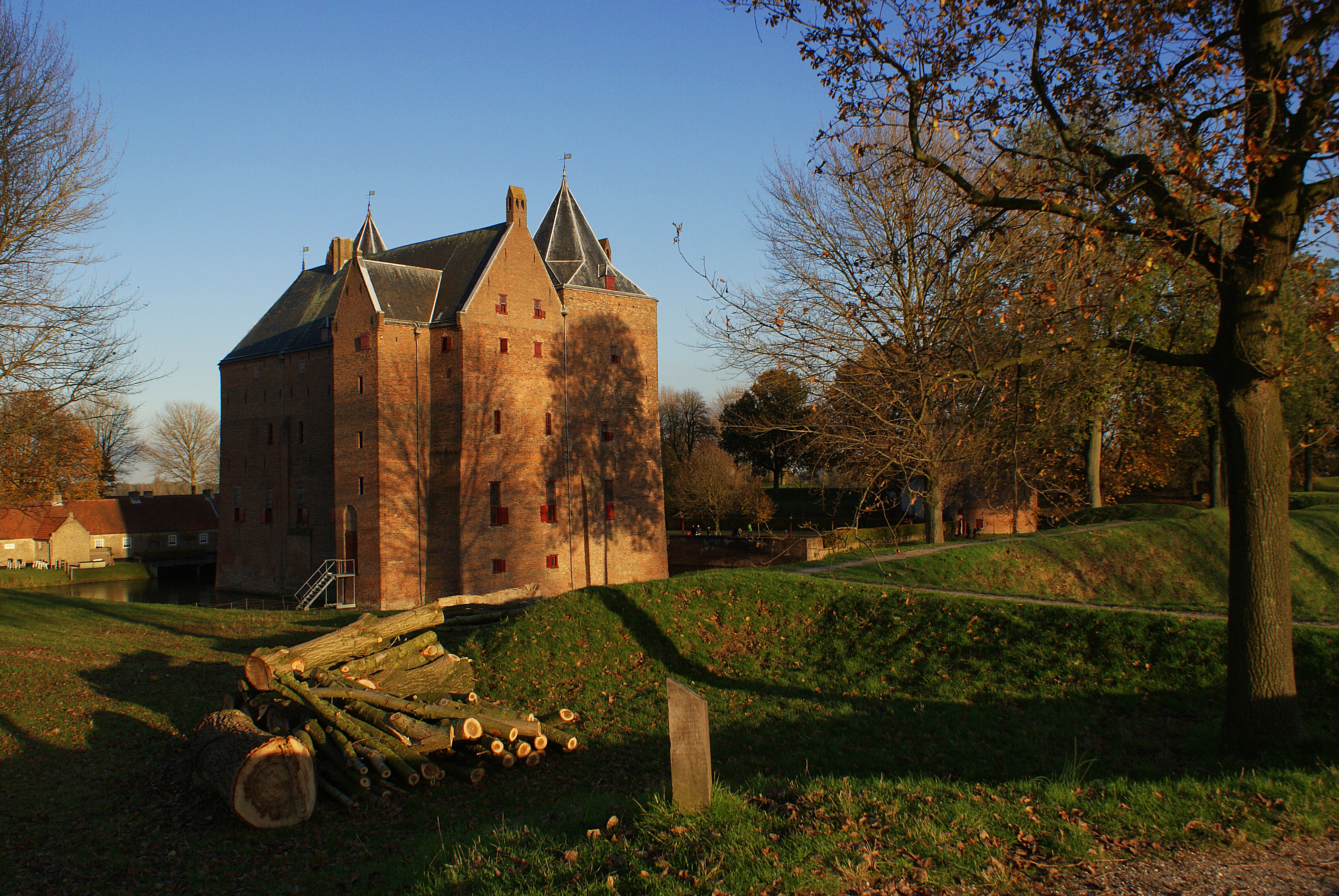
De achterkant van het slot met tegen de zaalbouw de traptoren.

Loevestein kan ingedeeld worden in de categorie compacte zaaltorenkastelen, hoewel het kasteel oorspronkelijk is ontstaan uit een woontoren. Van de compacte zaaltorenkastelen zijn er twee varianten: het compacte zaaltorenkasteel met een enkele woontoren of zaaltoren omringd door een ringmuur, al dan niet met torentjes, en een binnenplaats, en de wat complexere variant waar Loevestein onder valt. Deze compacte zaaltorenkastelen kenmerken zich door een combinatie van zaal- en/of woontorens die tegen elkaar gebouwd zijn. Verder hebben de compacte zaaltorenkastelen ook een kleine binnenplaats, latrines, waterput, poort- en traptoren.
Vergeleken met vierhoekige kastelen hebben de compacte zaaltorenkastelen weinig ruimte op de binnenplaats. Daarnaast was het beter te verdedigen dan een woontoren. Een compact zaaltorenkasteel was bovendien goedkoper dan een vierhoekig kasteel, zodat het voor sommige kasteeleigenaren, hoewel het duurder was dan een woontoren, een prima alternatief was. Vooral tussen 1350 en 1375, na de periode van de woontorens, waren de compacte kastelen populair.

#### Bouw en uitbreidingen

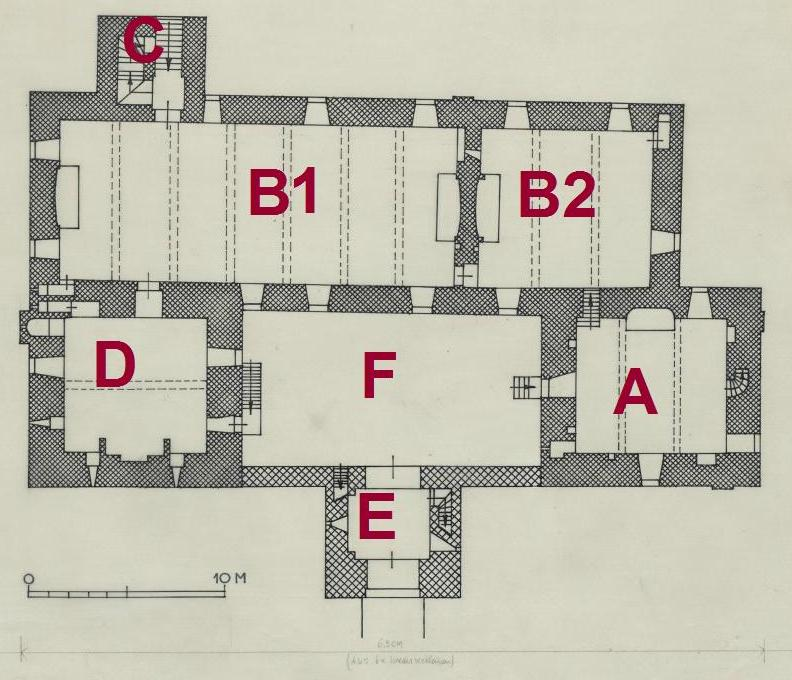
Plattegrond van de begane grond:

Het slot werd tussen 1357 en 1361 gebouwd in opdracht van Dirc Loef van Horne. Waarschijnlijk bestond het eerste deel dat in 1361 klaar was uit een eenvoudige woontoren van een verdieping hoog. Bij de bouw ervan was al rekening gehouden met toekomstige uitbreidingen. Deze eerste toren bestaat nog steeds en is het onderste deel van de Riddertoren. Vanaf 1361 werd deze toren vervolgens uitgebreid met de zaalbouw, traptoren en Keuckentoren. Zo ontstond een U-vormig bouwwerk waarvan de binnenplaats waarschijnlijk in eerste instantie werd afgesloten door een houten palissade. Na de voltooiing van de zaalbouw en de Keuckentoren, had alleen de Riddertoren nog een enkele verdieping.
De bouw van dit kasteel moet voor die tijd zware technische eisen gesteld hebben. Eerst werd het fundament gemaakt door een grote bouwput te graven. In deze bouwput werd een rooster van houten palen de grond in geslagen. Op het roosterwerk werden houten balken en planken gelegd waarop bakstenen werden gevlijd, dat wil zeggen, in de onderste lagen nog zonder gebruik te maken van mortel. Op dit fundament werd een groot kasteel, bestaande uit een hoofdgebouw, twee torens, een voorburcht met twee torens en verbindende muren gebouwd. Muren van het kasteel werden tussen de 1,60 en 2,20 meter dik. Het materiaal bestond uit zware bakstenen en zware eiken balken en dennenstammen. De bouw van de zaalvleugel en Keuckentoren en de voorburcht was voor 1368 afgerond.

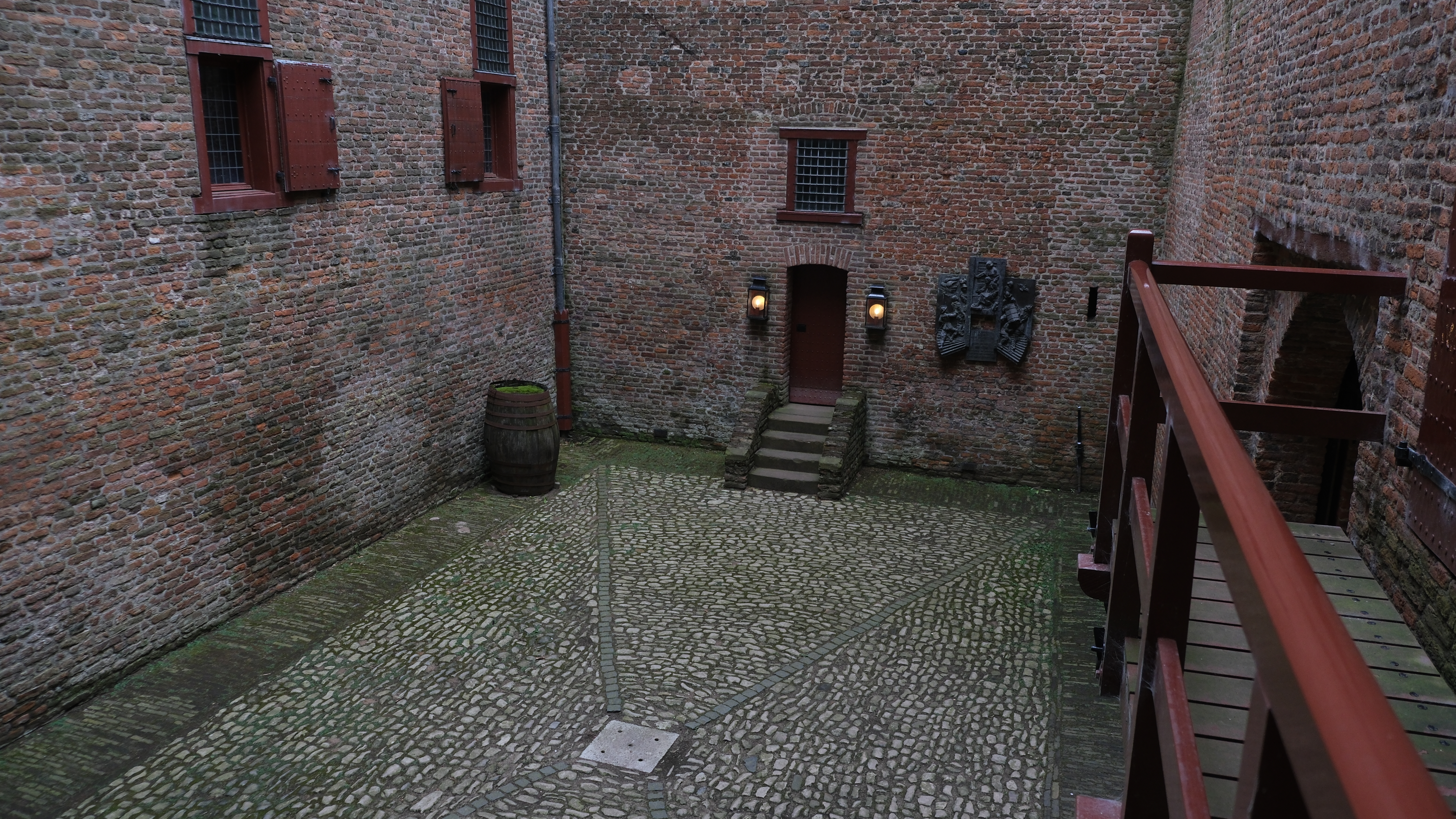
De binnenplaats van het slot.

Na Dirc Loef kwam het kasteel in handen van de graaf van Holland. Als grenskasteel nabij het hertogdom Gelre had het een betere verdediging nodig. Zo werd onder kastelein Bruijsten van Herwijnen verschillende renovaties ondernomen zoals het vervangen van de palissade door een schildmuur, het verhogen van de lage Riddertoren (rond 1375), het toevoegen van de poorttoren aan het kasteel in 1379, het verhogen van de zaalbouw en, nogmaals, van de Riddertoren. Verder werd de slotgracht uitgediept en verbreed. Na de belegering door Willem van Oostervant in 1397 werd het kasteel hersteld en gemoderniseerd en werd een zware ringmuur aangelegd.
De langwerpige zaalbouw is 11 bij 34 meter en loopt van noord naar zuid, met aan de achterkant bij de zuidelijke hoek een vierkante traptoren met een topgevel. De zaalbouw is in tweeën verdeeld door een tussenmuur waardoor een bij kastelen gebruikelijke indeling van een zaal en een vierkante kamer ontstaat. De vleugel bestaat uit twee verdiepingen, een zolder en een overwelfde kelder. Aan de noordkant van de zaalbouw, zo'n vier meter verder dan het uiteinde van de zaalbouw bevindt zich de vierkante Riddertoren. De eveneens vierkante Keuckentoren, gebouwd aan de zuidelijke kant van de zaalbouw, sluit erop aan. De Keuckentoren bestaat uit drie verdiepingen en een zolder. Tussen de beide torens en de zaalbouw bevindt zich een kleine binnenplaats. Het complex wordt afgesloten door de poorttoren en schildmuur die de poorttoren met de torens verbindt. Vanaf die tijd heeft het slot grotendeels zijn uiterlijk behouden, zoals het vandaag de dag nog te zien is.

#### Aanpassingen en restauratie

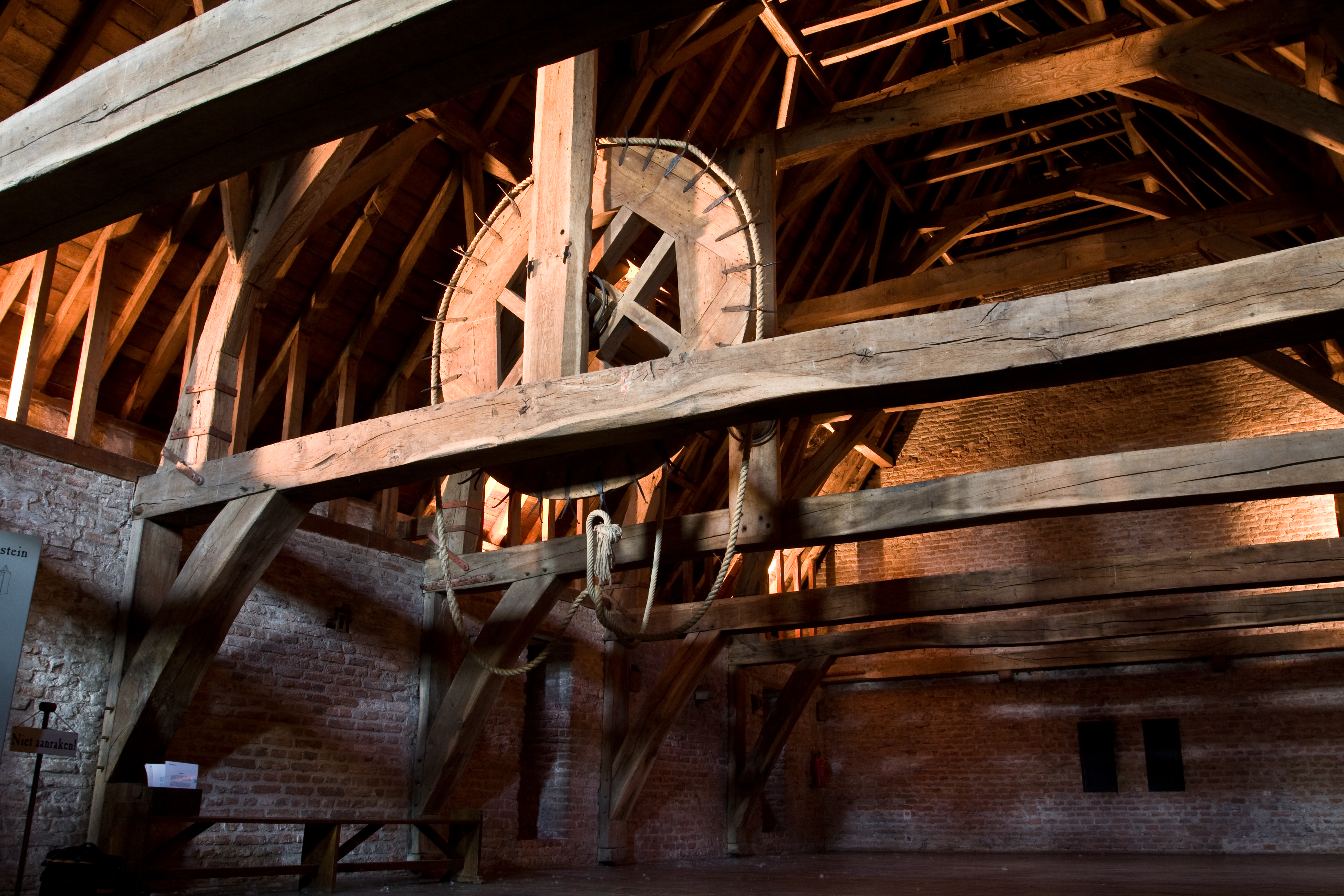
De zolder van de zaalbouw met takelwiel.

Bij aanpassingen aan het begin van de 18e eeuw werd de slotgracht om het kasteel grotendeels gedempt om meer ruimte te krijgen in het fort. De Fransen vonden tijdens de Franse bezetting van het fort in 1795 dat het sterk verouderd was en maakten plannen om het slot te slopen, de vestingwerken te slechten en de grond te verkopen. De sloop ging echter niet door en in plaats daarvan werd er een plan opgesteld om de verdediging op een voor de Fransen acceptabel niveau te brengen. Het rapport met verbeteringen was klaar in 1812 en bevatte, naast aanpassingen aan de verdedigingswerken, een voorstel om het kasteel om te vormen tot een bomvrije reduit. Daarvoor zou het kasteel grotendeels verbouwd moeten worden. Voordat de plannen verwezenlijkt konden worden, vertrokken de Fransen.
Na de Belgische Opstand kwam de verouderde staat van het fort weer aan bod. Op twee punten was het vrij ernstig en daar werd door militair ingenieur Muschart een verbetervoorstel voor gedaan. Een punt had te maken met de verdedigingswerken. Een ander probleem vormde het ontbreken van een bomvrij reduit. Er stond een kasteel, maar dit was door de vorm en hoogte niet weerbaar tegen beschietingen. Het liefst liet Muschart het kasteel volledig slopen om vervolgens een nieuw bomvrij reduit te bouwen, maar door financiële beperkingen was dat niet mogelijk. Daarnaast was er ook weerstand uit de samenleving tegen de sloop van het oude kasteel. Een alternatief was het verlagen van het kasteel, door de bovenste verdieping eraf te slopen. Verder zou de ingang verplaatst moeten worden naar de achterkant, zou de kelder heringedeeld moeten worden in meerdere segmenten en zou de slotgracht opnieuw uitgegraven moeten worden. De minister van Oorlog was tevreden met de plannen die de kans op een bestorming moesten verkleinen. Minder tevreden was de minister met het plan om het kasteel grootschalig te verbouwen en hij gaf opdracht om een alternatief te zoeken.

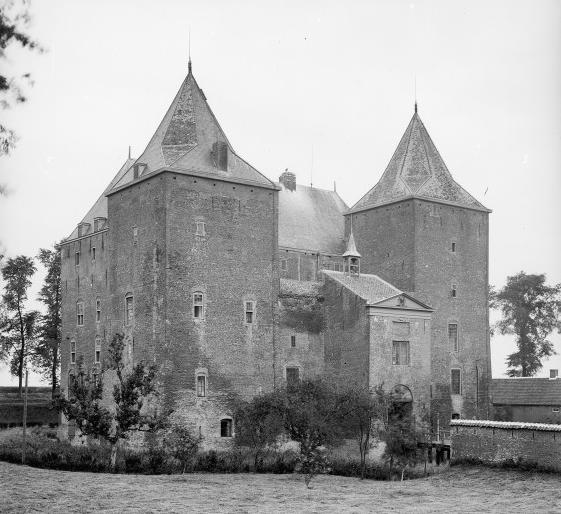
Loevestein in 1911 voor de restauratie. Het had nog veel grote ramen en de poorttoren was omgevormd tot een met een lessenaarsdak.

In 1853/1854 werd er door een andere ingenieur, L.M. Mossel begonnen met het aanpassen van het kasteel. In plaats van een bomvrij reduit werd er gekozen voor een blindeerbaar reduit. De kelders werden aangepast, zodat de muren de zware balken die nodig waren om het kasteel blindeerbaar te maken, konden dragen. Ook de vensters werden aangepast. In de torens werden er aanpassingen gedaan om er geschut in op te stellen. Eind negentiende eeuw had het kasteel geen defensieve betekenis meer en werd het alleen nog gebruikt als opslagplaats.
Vanuit de maatschappij nam de druk op de beheerder van het slot, het ministerie van Oorlog, toe om de in slecht staat verkerende gebouwen op te knappen. Het besef dat gebouwen als slot Loevestein monumentale waarde bezaten kwam rond halverwege de negentiende eeuw op. Voor de Eerste Wereldoorlog kwam het slot in handen van het ministerie van Onderwijs, Kunst en Wetenschappen. Met de restauratie werd vervolgens in 1925 begonnen. Als eerste werd het kasteel onder handen genomen en vanaf 1975 ook de bijgebouwen. De wijzigingen aan het kasteel uit de 17e, 18e en 19e eeuw werden grotendeels teruggedraaid. Maar niet alles, zo werd het vertrek van Hugo de Groot en de keldergewelven uit 1853 behouden. De restauratie was voltooid in 1986.

### Voorburcht
Het slot was verbonden via een brug met de voorburcht welke al in 1368 werd genoemd. Deze voorburcht met een oppervlakte van 32 bij 43 meter was rechthoekig en had op twee hoeken torens die met elkaar verbonden waren met weermuren. In de voorburcht stonden meerdere bijgebouwen, zoals een boerderij en twee hooibergen. Een toren stond op de zuidoosterlijke hoek van de voorburcht en werd de Barbarye genoemd. De ander stond op de noordwestelijke hoek en werd de Bourgoignen genoemd. Beide torens waren in eerste instantie vierkant, maar bij de belegering van Willem van Oostervant, waarbij een deel van de voorburcht werd verwoest, werd ook de Barbarye verwoest. De schade na de verwoesting werd hersteld en zo werd ook een nieuwe toren gebouwd. Deze nieuwe ronde toren, momenteel bekend als de Kruittoren, is nu nog het enige restant van de voorburcht nadat deze in de 17de, 18de en 19de eeuw grotendeels is gesloopt.
Rondom de voorburcht lag een gracht; dezelfde gracht die het slot omsloot. De ingang naar de voorburcht was aan de noordzijde. Rondom de hoofdburcht en de voorburcht lag een wal met een singel. Deze wal diende tevens als dijk tegen het water van de rivieren die nog weleens overstroomden. In de wal stond een poortgebouw dat met een brug verbonden was met de voorburcht.

### Vestingwerken

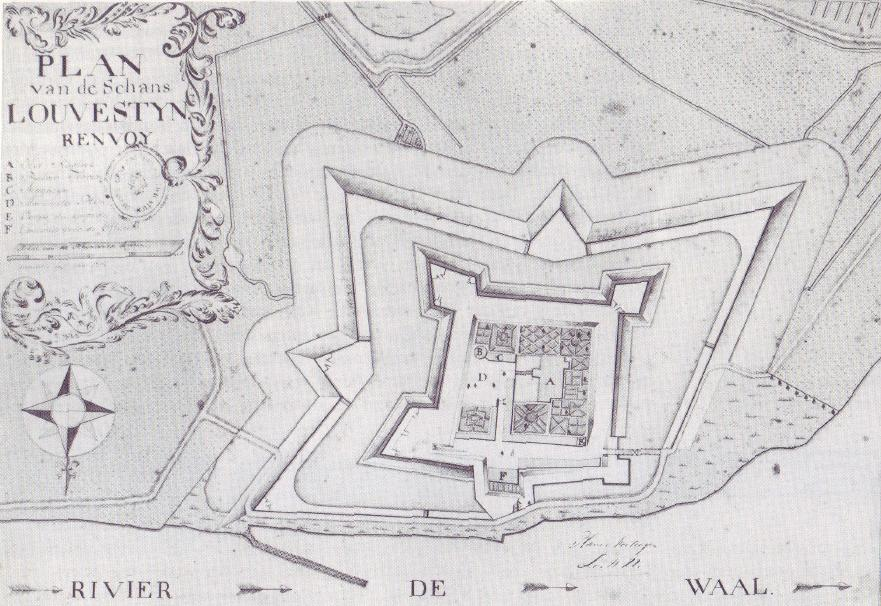
Plattegrond van het fort, 1756.

Al vanaf de bouw van de voorburcht en hoofdburcht lag er rondom de slotgracht, als een groot vierkant, een wal met ervoor een singel. Meerdere malen werd deze aarden wal opgehoogd. Toen Loevestein verworden was tot grenskasteel moest de verdediging versterkt worden en werd er in de vijftiende eeuw tegen de aarden wal een bakstenen muur aangelegd. Deze ringmuur voorkwam dat geschut te dicht bij het kasteel kon komen. Regelmatig werd de ringmuur opgehoogd en voor het eind van de vijftiende eeuw waren er ook vier muurtorens geplaatst. Eind 15de eeuw werd op de noordwestelijke hoek een zeer grote artillerietoren met een diameter van bijna 30 meter gebouwd.
Door een nieuwe manier van oorlog voeren in de zestiende eeuw, voldeed de middeleeuwse verdediging niet meer. In opdracht van Willem van Oranje werden daarom in 1575 moderne vestingwerken opgericht. Hier werden de ringmuur en de muurtorens volledig in opgenomen. In het eerste ontwerp was er na verbouwing nog ruimte voor de grote artillerietoren.
Door dreigingen van Parma werden de vestingwerken in 1589 verder uitgebreid. Daarbij werd gebruikgemaakt van de deskundigheid van Jacob Kemp. Adriaen Anthonisz werkte aan Gorinchem, maar er is geen bewijs dat hij ook aan Loevestein gewerkt heeft. Ook wie het ontwerp gemaakt heeft van de uitbreiding van 1589 valt niet met zekerheid te zeggen. Kemp was erbij en ook Johan van den Kornput heeft Loevestein bezocht, maar of een van hen het ontwerp heeft gemaakt is onbekend. Het benodigde geld werd door de Staten van Holland opgebracht en dan met name door de steden Delft, Rotterdam en Dordrecht. De moderniseringen werden afgerond in 1595. Aan de hand van een kaart uit 1602 is op te maken dat het fort er toen uitzag als een onregelmatige vijfhoek. Het had geen optimale vorm, omdat men toen rekening moest houden met een beperkt budget en tijd, met het slot en met de stroming van de Waal. De vesting bevatte drie hele bastions, een half bastion en een 15e-eeuws rondeel dat inmiddels met aarde was gevuld. Aan de kant van de Waal waren de wallen bedekt met metselwerk om deze te beschermen tegen hoogstaand water van de rivier. Om het fort was een met water gevulde hoofdgracht gegraven. Daaromheen bevond zich een bedekte weg en een tweede smallere met water gevulde gracht. Tussen het fort en de Waal lag een enkele dijk, zonder de smallere gracht. Bij het ontwerp was rekening gehouden met de middeleeuwse ringmuur met zijn rondelen die om het slot lag. Op de restanten van de rondelen zijn drie bastions gebouwd.
In mei 1651 was het rondeel zo verouderd dat het vervangen werd door een klein stenen bastion. Door oorlogsdreigingen in 1672, vanwege de Hollandse Oorlog en tussen 1701 en 1708, vanwege de Negenjarige Oorlog werd het fort nog eens versterkt. In 1673 werd een hoornwerk aangelegd aan de kant van de Waal, maar deze bleek al snel te worden weggevaagd door de rivier. De ambtenaar die verantwoordelijk was voor de fortificaties van Holland was W.Paen Gzn. Hij stelde vast dat het fort was verouderd, niet meer voldeed en liet een nieuw ontwerp maken. In 1701 werden grootschalige verbeteringen aan het fort uitgevoerd aan de hand van het ontwerp. Zo werd er een nieuwe verdekte weg met gracht aangelegd, werden de wallen verbreed en de borstweringen verzwaard. De tijdens de werkzaamheden herontdekte kelders van de voormalige muurtorens wilde men hergebruiken voor kruitopslag, maar bleken te vochtig. Eén kelder, in het Brakels bastion, is gehandhaafd. Toch werden niet alle plannen uitgevoerd door geldgebrek.
Gedurende de Franse tijd wilde de Franse kolonel van de genietroepen, Le Grand, het liefst het oude fort neerhalen en de grond en materialen verkopen. Dit ging echter niet door en in plaats daarvan werden reparaties uitgevoerd aan het kasteel en aan de vestingwerken. Zo was er een plan om het bastion aan de Waalkant te verwijderen, zodat er een brede gracht aangelegd kon worden. Uiteindelijk kon dit niet uitgevoerd worden, evenmin als een aantal andere plannen, door het vertrek van de Fransen in 1813. Bij de Belgische Opstand in 1830 werd wederom geconstateerd dat het fort niet voldeed aan de toenmalige maatstaven. Hoewel de hoofdwal nog goed was, kon de hoofdgracht op sommige plaatsen lopend overgestoken worden, lag de voorste gracht droog en was de bedekte weg vervallen. Er werden aanpassingen gedaan om de verdediging te verbeteren, zoals het repareren van de bedekte weg, het graven van diepe geulen in beide grachten en andere kleine zaken.
Na de Belgische Opstand kwam de verouderde staat van het fort weer ter sprake. Op twee punten waren de gebreken vrij ernstig en daar werd door militair ingenieur Muschart een voorstel ter verbetering voor gedaan. Zo was onder andere het fort te bestormen aan de kant van de Waal, omdat er geen gracht lag tussen de Waaldijk en het bastion. Muschart stelde voor om het bastion te verkleinen en de hoofdgracht aan de kant van de Waal door te trekken, zodat het fort moeilijker te bestormen was. Verder stelde hij voor om aanpassingen te verrichten aan de aarden wallen en grachten. Het plan van Muschart werd evenwel niet uitgevoerd en zijn opvolger Mossel had geen verdere plannen voor de verdedigingswerken.

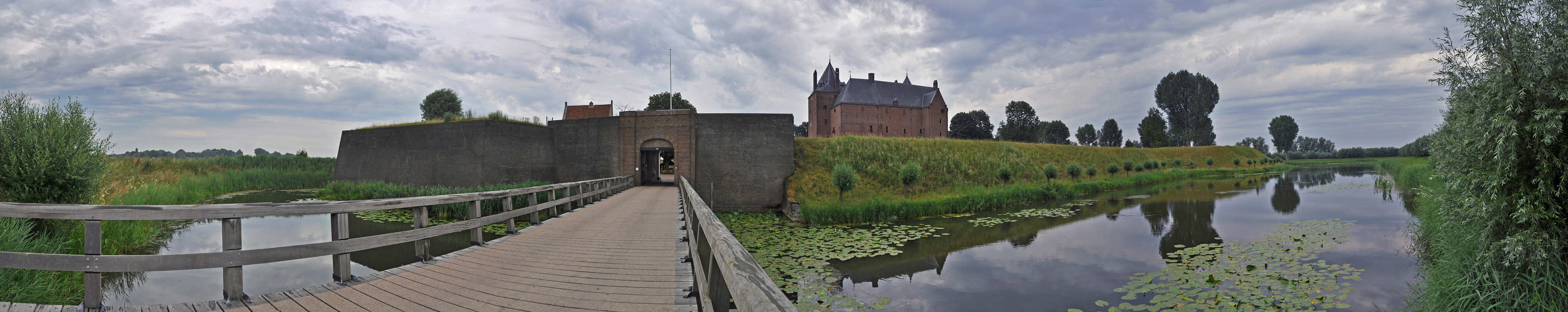
Zicht over het fort Loevestein met links het kleine stenen bastion. In het midden de poort, helemaal rechts een aarden bastion en tussen de poort en dit bastion een aarden wal. Vooraan een brug met de hoofdgracht. Boven de vestingwerken steekt het slot uit.

### Overige bouwwerken

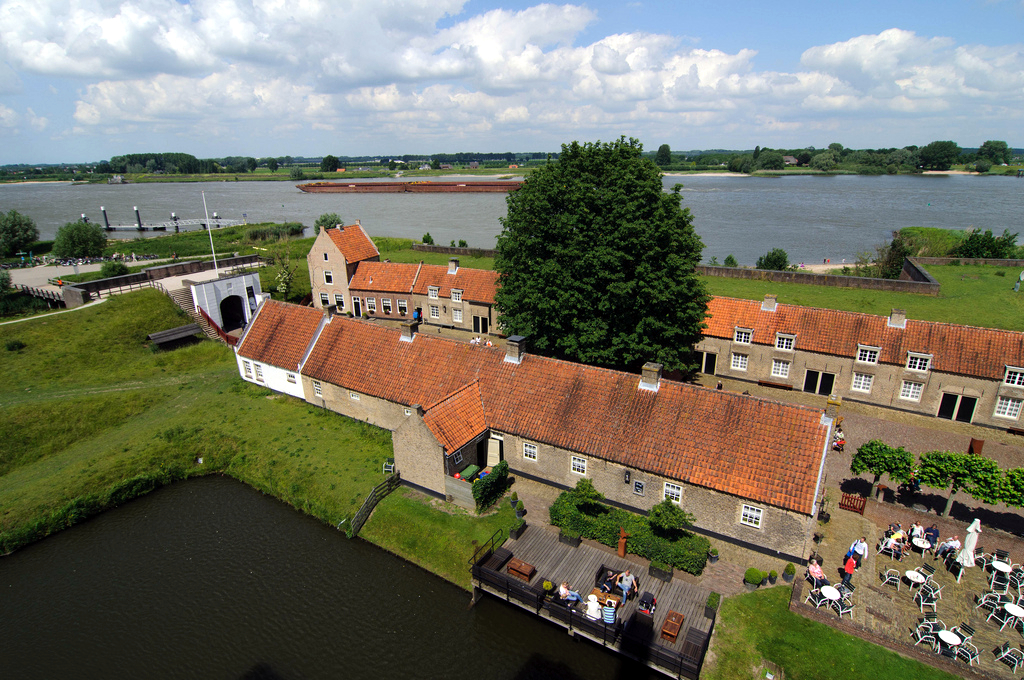
Zicht over de barakken waar de gewone soldaten in gelegerd waren, met op de achtergrond rivier de Waal.

Naast het slot en de Kruittoren waren er nog meer bouwwerken in het fort. Het aantal gebouwen is in de loop van de tijd gegroeid. Toen de vestingwerken werden aangelegd werden soldaten gehuisvest in door hen zelfgemaakte houten hutten. Deze werden in 1589 vervangen door stenen hutten en later werd het uitgebreid met nog een rij huizen, officierswoningen en een wachtgebouw. Doordat de huizen zo vervallen waren, werd enkele jaren na 1725 het hele complex vernieuwd. Alleen de hoofdwacht en de herberg zijn blijven staan. De gracht om het slot was gedempt dus was er meer ruimte vrijgekomen. Na het dempen van de gracht werden in 1730 links van de poort veertien nieuwe barakken gebouwd. Tegenover deze huisjes, op een ruimere afstand dan daarvoor het geval was, werden twee jaar later nog acht barakken gebouwd. De officieren kregen ook nieuwe woningen en er kwam een nieuw schooltje met een woning voor de onderwijzer.
Lange tijd was er in het fort een gebrek aan magazijnruimte en dan voornamelijk voor het buskruit, maar ook voor turf en wapens. In het begin werd het kruit bewaard in een van de torens van de voormalige voorburcht die nog aanwezig was. Door de vele lekkages werd naar een nieuwe ruimte gezocht, die werd gevonden in een andere toren van de voormalige voorburcht, de Kruittoren. Deze toren werd in de eerste helft van de zeventiende eeuw verbouwd om het kruit vochtvrij op te kunnen slaan. Ook de kelder van het slot werd in gebruik genomen voor de opslag van kruit.

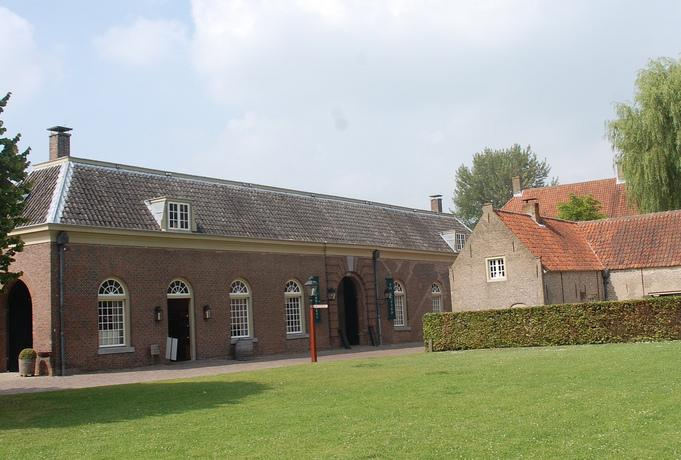
Het Nieuwe Arsenaal was de opslagplaats voor wapens en munitie.

Wapens werden tot ver in de zeventiende eeuw opgeslagen in het slot. Een stal die tegen de Kruittoren gebouwd was, werd in 1681 gekocht en geschikt gemaakt voor de opslag van wapens en andere ammunitie. Na gereedkoming kreeg het de naam nieuwe magazijn of affuithuis. In de achttiende eeuw werden er nog twee oude schuren gekocht voor de opslag van allerlei huishoudelijke spullen van militairen, de brandspuit, turf en er werd de was gedaan. Deze moesten al snel vervangen worden en in 1780 werd de bouw van een nieuw turfmagazijn aanbesteed. Toen de bouw gereed was, werd het gebouw zeer geschikt geacht voor de wapens en ammunitie en dus werden deze spullen in het nieuwe gebouw opgeslagen, dat de naam het Nieuwe Arsenaal kreeg. Het gebouw tegen de Kruittoren werd nu gebruikt om de brandspuit en de huishoudelijke spullen van de militairen te bergen en kreeg de naam het Oude Arsenaal.
Omdat het kasteel niet werd omgevormd tot een bomvrij reduit en om toch bescherming te hebben is er in 1883 een betonnen bomvrije schuilplaats gebouwd in de wal achter de Kruittoren. Het was bedekt met drie meter zand en 1,2 meter klei en was de laatste verbetering van het fort. Deze was echter meteen al verouderd na de invoering van de brisantgranaat.

## Leven in het fort

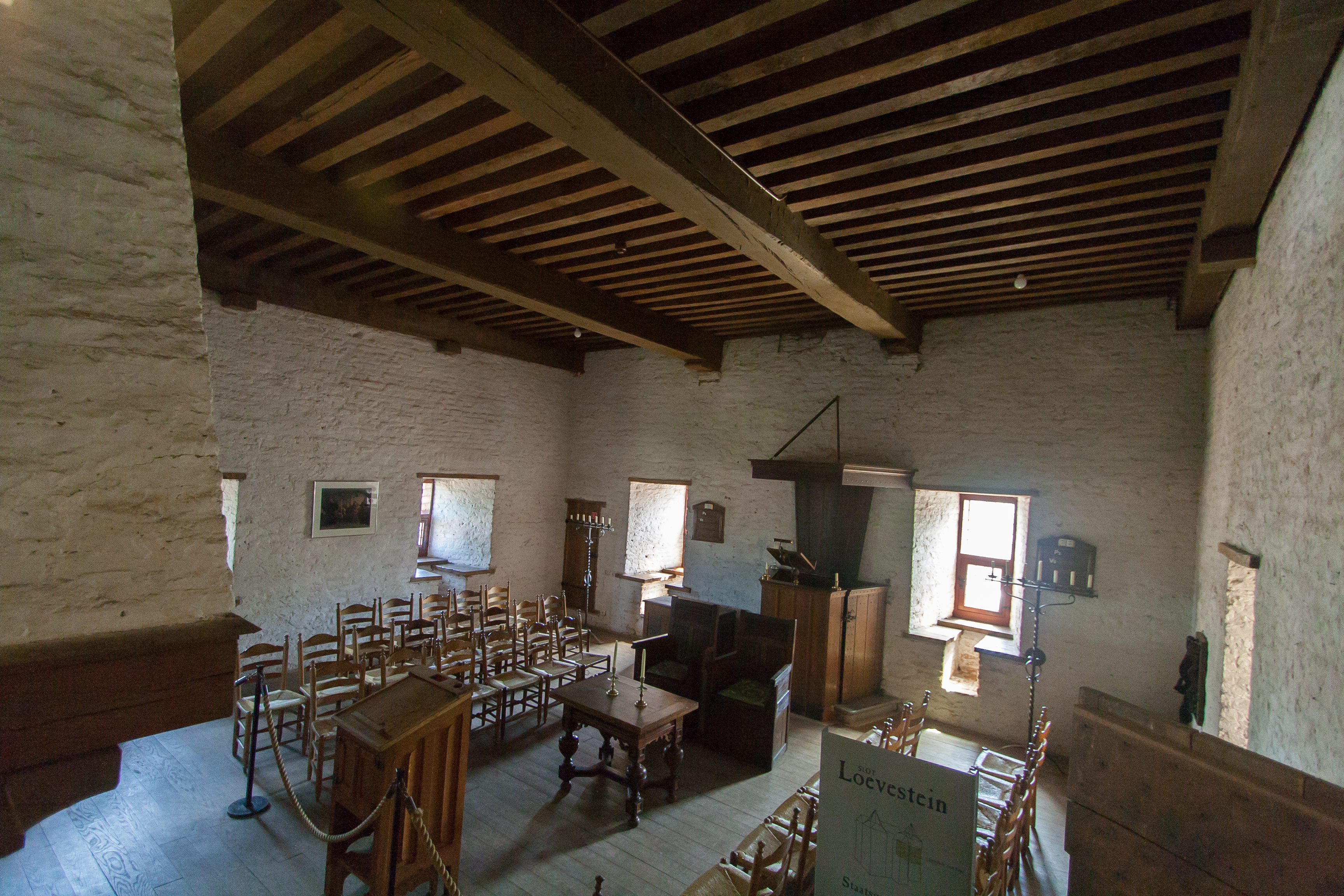
De kapel in slot Loevestein

De bezetting van het fort bestond uit vijftig man, bestaande uit een detachement infanteristen en een aantal kanonniers. Aan het hoofd stond de commandeur. De militairen leefden er met hun gezinnen en vanwege de afgelegen ligging van het fort waren de bewoners erg op elkaar aangewezen. Onder hen bevonden zich ook enkele burgers. Bij gebrek aan particuliere huizen mochten zij leegstaande barakken huren.
Door de afgelegen ligging was het ook niet altijd makkelijk voldoende zuivel aan te voeren. Daarom was er een veehouderij gevestigd in het fort. De stal met melkkoeien stond met toestemming van de commandeur, hoewel het verboden was door het bestuur van Holland omdat het de verdediging zou kunnen hinderen, buiten het fort binnen schootsafstand. Wel moest de boer de schuren bij oorlogsdreiging zelf afbreken. In het fort was er voor bewoners tevens ruimte voor tuintjes waar zij hun eigen groente konden verbouwen.
Een predikant uit Gorinchem bezocht voor het zielenheil van de bewoners tot halverwege de zeventiende eeuw het fort. Daar predikte hij in een ruimte in het slot die daarvoor geschikt was gemaakt. Vanaf 1658 tot 1816 woonde en werkte er op Loevestein een predikant. Na 1816 kwam de predikant weer uit Poederoyen.
De kinderen van de soldaten en burgers en ook volwassenen die dat wilden kregen onderwijs van een schoolmeester. De onderwijzer woonde in de schoolmeesterswoning en daarvan was een aparte ruimte ingericht als leslokaal, waar hij de mensen leerde lezen en schrijven.
Vanwege het vele kruit dat was opgeslagen in het fort waren er strenge regels om de kans op brand zo klein mogelijk te houden. Er was een rookverbod in de open lucht, kippen, eenden, honden en duiven mochten niet loslopen en hooi, stro en takken mochten niet in het fort opgeslagen worden. Onbevoegden mochten niet in de buurt komen van de opslagplaatsen en de gekoelde as die overbleef in de kachels moest buiten het fort gestort worden. Op momenten dat het kruit gelucht werd, golden er nog strengere regels.

## In de cultuur

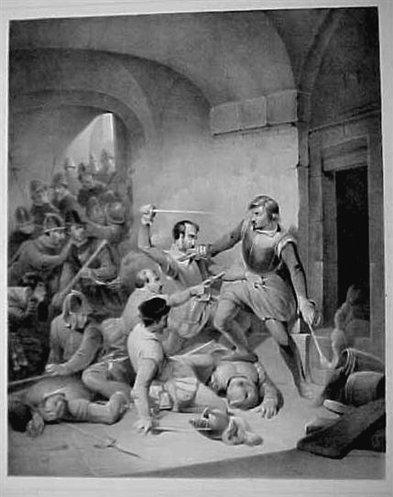
Herman de Ruiters zelfopoffering was een legende die beschreven werd in een historische roman door Jan Frederik Oltmans in 1834.

Gebeurtenissen die zich op Loevestein afspeelden, zoals de ontsnapping van Hugo de Groot en de inname van Loevestein door Herman de Ruyter, komen geregeld terug in culturele uitingen.
De eerste Nederlander die over Herman de Ruyter schreef was P.C. Hooft, die echter een fout maakte bij het vertalen van een Spaanse bron. Hierdoor zou Herman de Ruyter in plaats van in gevecht met zijn tegenstander sneuvelen, zichzelf opofferen door met kasteel en al de lucht in te gaan. Deze gebeurtenis leidde in 1834 tot de roman Het slot Loevestein in 1570 van de schrijver Jan Frederik Oltmans. Een aantal jaar voor het verschijnen van het boek blies Jan van Speijk tijdens de Belgische Opstand zichzelf met zijn kanonneerboot en bemanning op toen de Belgen dreigden zijn schip over te nemen. Deze zelfopoffering vertoonde dezelfde kenmerken als de voorgestelde zelfopoffering van Herman de Ruyter tijdens de Tachtigjarige Oorlog, toen de Spanjaarden hem dreigden gevangen te nemen. Oltmans schreef een historische roman over deze gebeurtenis en mede door dit boek werd Herman de Ruyter bekend onder een groot publiek. In het boek verschijnen veel fictieve personen en een onderdeel van het verhaal is een romantische liefdesintrige.
Ook de ontsnapping van Hugo de Groot was een gebeurtenis die in culturele uitingen geregeld voorkomt. Vaak hadden die verhalen geen politieke lading, maar ging het meer over hoe de liefde tussen Hugo en zijn vrouw en kinderen in stand kon blijven, ondanks de gevangenschap. Hugo's vrouw Maria werd een ideaalbeeld van hoe vrouwen zouden moeten zijn. Deze allure groeide verder tijdens de late achttiende en negentiende eeuw, waarbij met name de rol van de dienstmeid Elsje als vertegenwoordiger van de lagere standen werd uitvergroot.
In de zeventiende en achttiende eeuw kreeg de naam Loevestein een politieke lading. In de Republiek waren twee politieke stromingen die recht tegenover elkaar stonden. Aan de ene kant stonden de orangisten, die geloofden in een machtige stadhouder en Staten-Generaal, en aan de andere kant de Loevesteiners, die geloofden in een machtig provinciaal bestuur. Door de gevangenneming van Hugo de Groot en de executie van Oldenbarnevelt in 1619 en de gevangenneming van Hollandse regenten in 1650, werd de benaming Loevestein of de Loevesteinse factie gebruikt om de laatste anti-orangistische stroming aan te duiden. Tegen het eind van de achttiende eeuw veranderden de politieke tegenstellingen en verdween ook langzaamaan de term Loevestein om de politieke stroming aan te duiden,
maar nog in 1773 kwam de Amsterdamse arts Jacob Ploos van Amstel met het voorstel om het slot te slopen en op die plaats een enorme classicistische rondtempel ter ere van Hugo de Groot op te richten. In zijn opdracht maakte de architect Jacob Otten Husly zelfs een ontwerp.
In de negentiende eeuw werden gebeurtenissen op Loevestein, zoals de ontsnapping van Hugo de Groot en de "heldendaad" van Herman de Ruyter, gebruikt als samenbindende vaderlandse herinnering.
Het slot werd als locatie gebruikt in de televisieseries Floris en Dokter Tinus. Ook werd het in 2023 gebruikt in het Sinterklaasjournaal. 
Aalst · Aardenburg · Acquoy · Aerdt · Agistaldaburg · Ahof · Aldenhaag · Aller · Ambe · Ammersoyen · Ampsen · Andelst · Angeroyen · Appelburg · Appelse walburg · Appeltern · Arler · Baak · Babberich · Baer · Baerle · Bakerbosch · Balgoij · Barlham · Batenburg · Beek · Beerenclaauw · Bemmel · Bevervoorde · Bergh · Biljoen · Bingerden · Blankenborg (Laren) · Blankenborg · Blauwe Huis · Blokhuis (Ravenswaaij) · Boelenham · Boetselaersborg · Borculo · Boswaai · Brakel · Den Brakel · Den Bramel · Bredevoort · Broekhuizen · Bronkhorst · Bruchem · Bruinhorst · Brunsberg · Bulkestein · Bunswaard · Burcht van Tiel · Buren · De Buurse · Byland · Byvanck · Caetshage · Camphuysen · De Cannenburch · de Cloese · Coldenhove · Culemborg · Dedinckweerd · Delwijnen · Didam · Diepenbroek · Hof te Dieren · Huis Dijck · Dikke Tinne · Doddendaal · Dodewaard · Doornenburg · Doornik · Doorwerth · Dooyenburg · Dorth · Doseburg · Drakenburg · Dreumel · Druten · Duivelshuis · Eerbeek · De Ehze · Elburg · Eldrik · Emmerik · Engelenburg · Groot Engelenburg · Engelrode · Enghuizen · Enspijk · De Essenburgh · Essenpas · Est · Fokkinck · Gameren · Geerestein · Geldermalsen · De Gelderse Toren · Geldersweerd · Gellicum · Gendt · Gennepestein · Glindhorst · Goudenstein · ‘s-Grevenhoef · Groot Hell · Groenlo · Groesbeek · Huis te Groesbeek · Grunsfoort · Gulden Spijker · Hackfort · Hackforts Veenhuis · Hagen · Hagevoort · Hamerden · Hanepol · Harreveld · Harslo · Hassink · Het Haveke · Hedel · Heeckeren · De Heegh · Hees · De Heest · Hellouw · Hemmen · Hernen · Motte van Hernen · Heumen · Heusden · Hoekelum · Hoekenburg · De Hoeve · De Hof · Hof d'Ooy · Hof van Arkel · Huis het Holt · Holthuis · Het Holtslag · Ter Horst · Houberg · St. Hubertus · Huissen · Hulhuizen · Hulkestein · Hulsen · Hunneschans bij De Duno · Hunneschans bij Uddel · Jonker Bloo · 't Joppe · De Kamp · Karssenberg · Kemnade · Keppel · Kermestein · Kernhem · Kervel · Kiefskamp · De Kinkelenburg · Klein Enghuizen · Kleverburg · Kortenhoeve · Laag Helbergen · Lakenburg · Landfort · Langen · Latenstein · De Lathmer · Lathum · Ter Lede · Leegpoel · Leemcuyl · Leeuwen · Leeuwenbergh · Lensenburg · Lent · Leur · Leuvenum · Leyenburg · Lichtenvoorde · Lievenstein · Loenen · Loevestein · Loil · Loowaard · Luynhorst · Hof te Maasbommel · Magerhorst · Malburgen · Malderburcht · Malsen · Manhorst · Marhulsen · De Marsch · Marveld · Mathena · Maurik · Medel · Medestein · 't Medler · Meinerswijk · De Mellard · Mensink · Mergelp · Meteren · 't Meyerink · Middachten · Millingen · Mussenberg · Nagelhorst · Nederhagen · Nederhemert · Neerijnen · Huis Neerijnen · De Nesch · Nettelhorst · Nieuwe Blokhuis ·  Nijburg · Nijenbeek · Old Putten · Notenstein · Nye Huis · Olde Spijker · Oldenaller · Oldenhof (Driel) · Oldenhof (Heteren) · De Ooij · Oolde · Oud Oolde · Oosterhout · Ophemert · Opijnen · Oud Ampsen · Oude Blokhuis · Het Oude Loo · Oude Voorst · Oudenborch · Oud-Wisch · Huis te Overasselt · Overeng · Overhagen · Overlaar · 't Oye · Palmestein · De Parck · Persingen · Plekenpol · Ploen · Pluimenburg · Poederoijen · Poelwijck · Poelwijk · De Pol (Dreumel) · Huis de Poll (Huis te Gietelo) · De Poll (Huissen) · Pollenbering · Pollenstein · Puttenstein · Het Raasink · Ravenhorst · De Rees · Ressen · Reuversweerd · Reygersfoort · Rhijnestein · Huis Rijswijk · Rode Toren · Roode Wald · Rosande · Rosendael · Rossum · Rumpt · Ruurlo · Rijsselt · Schadewijk · Schaffelaar · Scherpenzeel · Schoonbroek · Schoonderbeek · Schoonenburg · Schuilenburg · Schuilkerke · Hof te Seelbeek · Sevenaer I · Sevenaer II · Sinderen (Oude IJsselstreek) · Sinderen (Voorst) · Slangenburg · Sleeburg · Slimsijp · De Snor · Soelen · Spaansweerd · Spaldorp · Spijk · Staverden · Sterkenburg · Swanepol · Tarthorst · Teisterbant (Kerk-Avezaath) · Teisterbant (Kerkdriel) · Ter Dicke · Tolhuis · Tolhuis (Tiel) · Tollenburg · Tongerlo · Toren van Wely · Tuil · Ubbergen · Uilenburg (Ewijk) · Uilenburg (Heteren) · Ulenpas · Ulft · Upladen · Valburg · Valkhofburcht · Valkhofpalts · Vanenburg · Varik · Hof te Varsseveld · 't Velde · Velhorst · Verwolde · Vierakker · De Voorst · Voorstonden · Vorden · Vosbergen · Vredenburg · Vredestein (Driel) · Vredestein (Ravenswaaij) · Vuren · Waardenburg · Waddestein · Wadenoijen · Waede · Wageningen · Walfort · 't Waliën · De Wardt · Watergoor · Watermeerwijk · Wayenstein (Huis te Herwijnen) · Well (Huis van Malsen) · Weijenrade · Westenburg · Westerholt · Weurt · De Wiersse · Wijenburg (Echteld) · De Wildenborch · De Wildt · Wilp · Wilperhorst · Winssen · Wisch · Wychen · Wolfswaard · Woolbeek · Yrst · IJzendoorn · Zeeland · Zilveren Spijker · Zuilichem · Zwaluwenburg · Zwanenburg (Heerde) · Zwanenburg (Megchelen)